# 南蛛科
南蛛科（学名：Austrochilidae）是蜘蛛目下的一个科。

## 下属分类
本科包括以下属：
- 南蛛属 Austrochilus Gertsch & Zapfe, 1955
- Thaida Karsch, 1880